# Lost (Aberdeenshire)
Pour les articles homonymes, voir Lost.
Lost est un village situé dans l'Aberdeenshire, en Écosse.